# Trollhättefallen
De Trollhättefallen is een waterval in de rivier Göta älv bij de stad Trollhättan in de provincie Västra Götalands län in Zweden.
De waterval begint bij de Malgobrug in het centrum van Trollhättan en heeft een totale hoogte van 32 meter, waarmee het een groot deel van de 44 meter verval van de rivier vanaf het meer Vänermeer naar het Kattegat uitmaakt. Voordat de waterkrachtcentrale werd gebouwd, was de afvoer van de waterval 900 m³/s, en de waterval strekte zich toen uit tot aan Olidehålan, waarbij het onderste deel van de waterval Helvetesfallet ("Helwatervallen") werd genoemd.
Tegenwoordig wordt het de rivier alleen toegestaan haar oorspronkelijke loop te volgen bij speciale gelegenheden, om de waterstand van het Vänermeer te reguleren of als een toeristische attractie, zoals tijdens de Fallens Dagar ("Dagen van de Watervallen"), gesitueerd op de derde vrijdag van juli van elk jaar. De afvoer is dan 300 m³/s.
De meeste tijd wordt het water van de waterval gebruikt in de waterkrachtcentrales Hojum en Olidan op de oostelijke oever van de rivier.

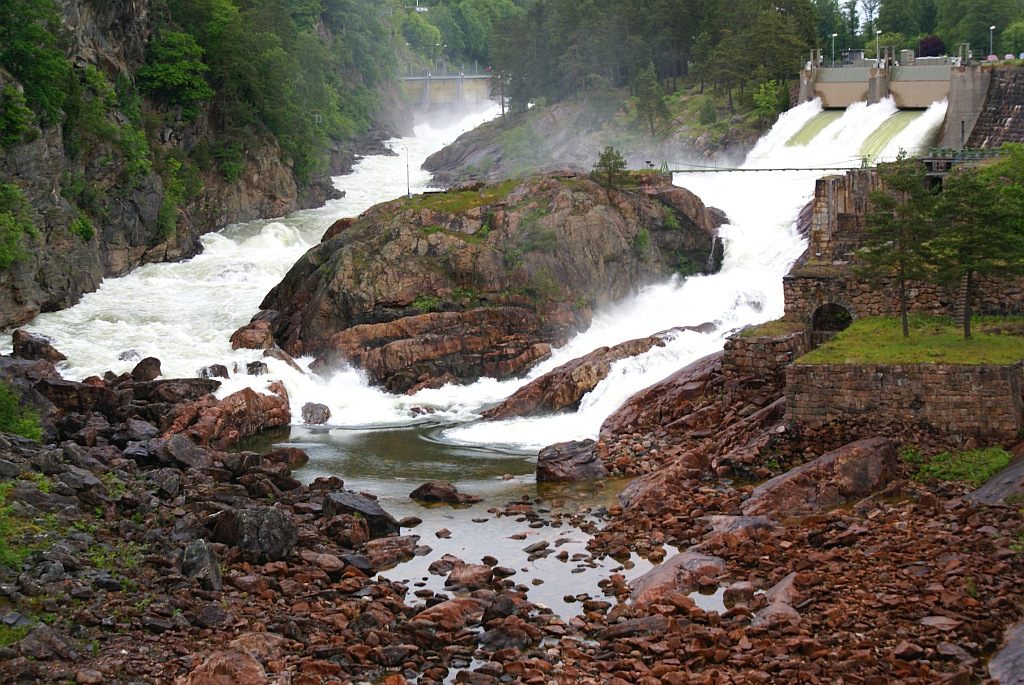
De watervallen op Fallens Dagar, nadat de sluizen net geopend zijn.
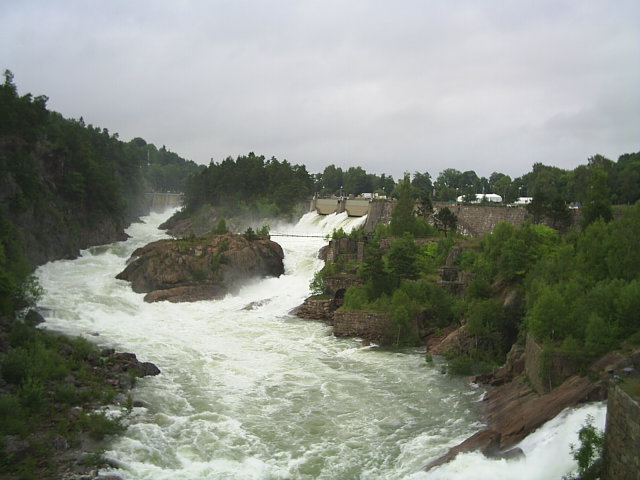
Op volle sterkte, enkele minuten later.